# Eulaema boliviensis
Eulaema boliviensis är en biart som först beskrevs av Heinrich Friese 1898.  Eulaema boliviensis ingår i släktet Eulaema, tribus orkidébin, och familjen långtungebin. Inga underarter finns listade.